# حملة فارنا الصليبية
حملة ڤارنا الصليبية (بالإنجليزية: Crusade of Varna) وتُعرف أيضا باسم «الحملة الطويلة»، حملة عسكرية صليبية فاشلة شنها العديد من الملوك الأوروپيين بمرسوم بابوي لكبح فتوحات الدولة العثمانية في أوروپا الوُسطى، وتحديداً في البلقان. وقت الحملة كان بين عامي 1443م و 1444م، وكان البابا يوجين الرابع قد دعا إلى تلك الحملة في 1 يناير 1443م وقادها الملك ڤلاديسلاڤ الثالث ملك پولندا، ويوحنا هونياد، وڤويڤود ترانسيلڤانيا (إمارة الأردل)، والدوق فيليپ الطيب البورغوندي.
بلغت حملة ڤارنا الصليبية ذروتها وانتهت بانتصار عثماني حاسم على التحالف الصليبي في «معركة ڤارنا» التي وقعت يوم 10 نوفمبر 1444م، وقُتل فيها الملك ڤلاديسلاڤ الثالث ملك پولندا والمجر وكرواتيا، كما قُتل المندوب البابوي «يوليان سيزاريني» أحد المخططين الرئيسيين للحملة.

## مقدمات الحملة
في عام 1428م، كانت الدولة العثمانية تخوض حربًا ضد جمهورية البندقية ومملكة المجر، إلا أنها حققت سلامًا مؤقتًا عن طريق تأسيس «ديسپوتيّة» (إمارة صغيرة) للصرب (بالإنجليزية: Despotate) كدويلة حاجزة. بعد انتهاء الحرب عام 1430م،  عاد العثمانيون إلى هدفهم السابق المتمثل في فتح جميع الأراضي جنوب نهر الدانوب.
في عام 1432م، بدأ السلطان مراد الثاني مداهمة إمارة الأردل (ترانسيلڤانيا). بعد وفاة الملك سيغيسموند في 1437م، كثف العثمانيون هجماتهم، وفتحوا بوراتش (Borač) عام 1438م، ثم زفورنيك وسربرنيتسا عام 1439م.
مع نهاية عام 1439م، استسلمت مدينة سمندرية (Smederevo) الصربية ونجح السلطان مراد الثاني بذلك في جعل صربيا مقاطعة عثمانية. هرب «دوراد برانكوڤيتش» (Đurađ Branković)، ديسپوت صربيا إلى ممتلكاته في المجر ليحتمي عند ملكها ألبرت الثاني.
في عام 1440م، حاصر السلطان مراد الثاني مدينة بلغراد عاصمة الصرب الحدودية والقلعة الرئيسية في المجر مدة ستة أشهر،  ولكن لم ينجح في الاستيلاء على القلعة لشدة الدفاع عنها، واضطر على العودة إلى الأناضول لوقف هجمات الكارامانيين.
كان فشل العثمانيين في فتح بلغراد إنذاراً جديداً لأوروپا بالخطر العثماني.
في نفس الوقت، تُوفي ألبرت الثاني خليفة سيغيسموند في أكتوبر 1439م بعد وقت قصير من توقيع قانون «استعادة القوانين والعادات القديمة للمملكة» الذي قيّد السلطة الملكية من خلال اشتراط مشاركة نبلاء الأرض (النبلاء الذين يملكون أويحكمون أراضي) في القرارات السياسية. بعد أربعة أشهر من وفاة ألبرت الثاني، وُلد ابنه الوحيد «لاديسلاوس اليتيم» بينما كانت المجر في خضم حرب أهلية لتحديد الملك القادم. لم يتم تتويج الطفل «لاديسلاوس» حفيد الملك سيغيسموند والوريث الشرعي للعرش من بعد وفاة أبيه، بل انتخب النبلاء المجريون الملك الشاب ڤلاديسلاڤ الثالث ملك پولندا بديلاً على عرش المجر رغم النزاعات المستمرة، راجين مساعدته في الدفاع عنهم ضد فتوحات العثمانيين.
في 17 يوليو 1440م، تُوج فلاديلاوس، ملك پولندا، على العرش المجري برغم استمرار الخلافات. ساعد يوحنا هونياد الملك الجديد فلاديلاوس من خلال تهدئة المقاطعات الشرقية، وفاز بمنصب كبير (Nádor) في إمارة الأردل (ترانسيلڤانيا) وحمل مسؤولية حماية الحدود الجنوبية للمجر.
بحلول نهاية عام 1442م، أَمَّنَ فلاديلاوس وضعه في المجر، ورفض اقتراح عثماني للسلام مقابل الحصول على مدينة بلغراد.

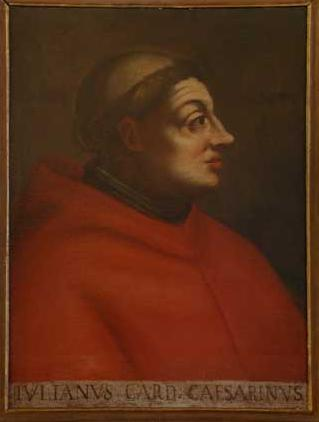
المندوب البابوي الكاردينال «يوليان سيزاريني» كان أحد المخططين الرئيسيين لحملة ڤارنا الصليبية ضد العثمانيين، ودفع ملك پولندا والمجر ڤلاديسلاڤ الثالث لخرق معاهدة السلام. فأسفرت الحملة عن هزيمة كارثية للجيش البابوي والتحالف الأوروپي وقُتل فيها «سيزاريني» نفسه والملك ڤلاديسلاڤ.

كانت الكنيسة الرومانية الكاثوليكية منذ زمن طويل تتحزّب للدعوة إلى حملة صليبية ضد العثمانيين، ومع نهاية كل من الحرب الأهلية المجرية في وقت واحد تقريبا مع مثلها في بيزنطة، أصبحت الكنيسة قادرة على بدء المفاوضات والتخطيط بشكل واقعي. قام يوحنا هونياد بتوفير الدافع المطلوب لتحويل الخطط إلى أفعال بين 1441م – 1442م. ففي عام 1441م، هزم غارة بقيادة إسحاق باشا من مدينة سمندرية (Smederevo)،  وكاد أيضاً أن يقضي على جيش «مزيد بك» في معركة هيرمانشتات بإمارة الأردل (ترانسيلڤانيا) في 22 مارس 1442م واستشهاد مزيد بك، وفي سبتمبر/أيلول دحر هجوم الثأر الذي قاده شهاب الدين باشا حاكم الروملي العام في معركة ڤازاغ (بالتركية العثمانية: واساغ). قدم برانكوڤيتش (Branković) حاكم صربيا السابق دعمه أيضًا على أمل تحرير صربيا بعد أن فتح العثمانيون مدينة "نوفو بردو" (Novo Brdo) الغنية بمناجم الذهب والفضة عام 1441م، آخر مدينة صربية كبرى.

## الحملة الصليبية
في 1 يناير 1443م نشر البابا يوجين الرابع مرسوماً باباوياً لبدء حملة صليبية. وفي أوائل مايو ورد خبر يدعي أن «الأتراك كانوا في حالة سيئة وأنه سيكون من السهل طردهم من أوروپا». تم إعلان الحرب على السلطان مراد الثاني في المجلس التشريعى بمدينة «بودا» (لاحقا: بودابست) يوم «أحد الشعانين» سنة 1443م.
لم تشارك الدولة البيزنطية بجنودها في معركة ڤارنا ضد العثمانيين خوفًا على ضياع القسطنطينية بفقدانها جنودها، وهي آخر ما تبقى لها من أملاك.

### أسباب الحملة
أسباب المعركة من الناحية الدينية هي أن أوروپا قاتلت العثمانيين بوصفهم مسلمين لا بصفتهم أتراكًا، وأيضاً كان هناك حرص شديد من أباطرة الدولة البيزنطية على الحفاظ على القسطنطينية في ظل تردى أحوال الدولة البيزنطية وانسلاخ معظم ممتلكاتها عنها منذ منتصف القرن الرابع عشر الميلادي، والفوضى التي كانت سائدة في البلقان، حتى ولو كلفهم الأمر اتحادهم مع الكنيسة الغربية (كنيسة روما)، فطغت الأمور السياسية على الجوانب الدينية عند هؤلاء الأباطرة للحفاظ على ممتلكاتهم، لكنه كان اتحاد شكلي وظهر ذلك في المجمع الديني بفلورنسا عام 1439م الذي لم يحقق الوحدة الكنسية بين الكنيستين. وكان معظم الشعب اليوناني مستاء من هذا الوضع.

### بدايات القتال
عَبَر العاهل الشاب الملك ڤلاديسلاڤ الثالث مع جيش قوامه 40,000 رجل معظمهم من المجريين بقيادة يوحنا هونياد، وتجاوزوا نهر الدانوب واستولوا على مدينتي: نيش وصوفيا.
هاجم الصليبيون بقيادة الملك ڤلاديسلاڤ وهونياد وبرانكوڤيتش الصربي في منتصف شهر أكتوبر، وتوقّعوا أن السلطان مراد الثاني لن يقدر بسرعة على تعبئة جيشه الذي يتألف أساسا من خيالة التيمار (السپاهية) الذين هم أصحاب الأراضي ومقاتلون خيّالة، الذين هم في حاجة لجمع حصاد الزروع لدفع الضرائب. كانت تجربة حملات هونياد الصليبية في شتاء 1441-1442م قد أضافت ميزة للمجريين الذين كان لديهم أيضًا دروع أفضل، تجعل الأسلحة العثمانية عديمة الفائدة في كثير من الأحيان. لم يستطع السلطان مراد الثاني الاعتماد على ولاء قواته من الروملي، وكان يواجه صعوبات في مواجهة التكتيكات المجرية.

### معركة نيش
انتصر الصليبيون في معركة نيش مما أجبر «قاسم باشا الأرناؤوطي» بكلربك الروملي وقائده المساعد «طرخان بك» على الإسراع إلى صوفيا البلغارية لتحذير السلطان مراد الثاني من الغزو الصليبي، وفي طريقهم أحرقا جميع القرى لإنهاك الصليبيين القادمين ورائهم بأعداد ضخمة، واتبعوا في ذلك تكتيك الأرض المحروقة. عندما وصلا إلى صوفيا نصحا السلطان بحرق المدينة والتراجع إلى الممرات الجبلية وراءها حيث لن تجعل الممرات الجيش العثماني الأقل عدداً من جيوش الصليبيين في وضع عسكري ضعيف.

### معركة زلاتيتسا

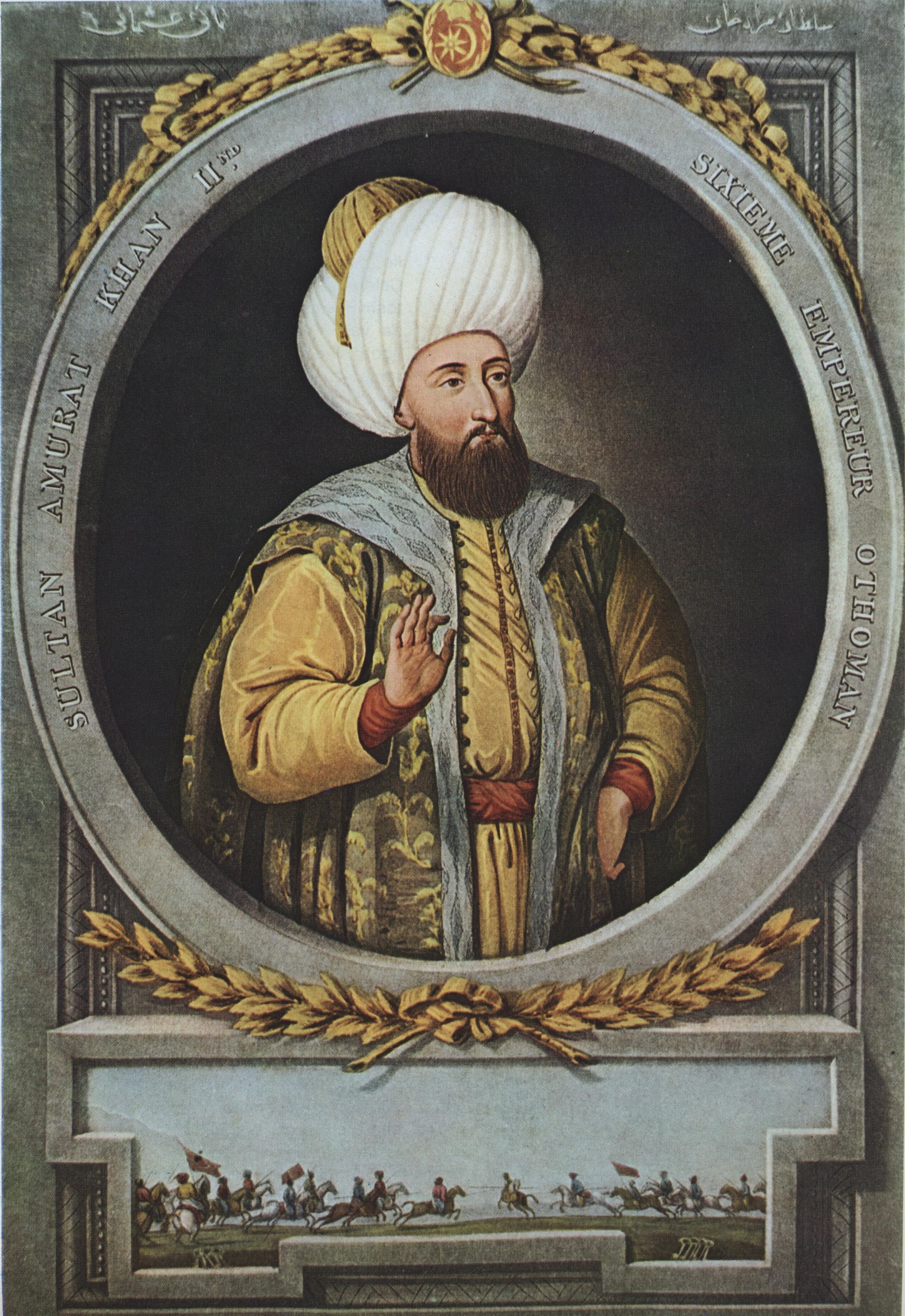
رسم تخيلي للسلطان العثماني مراد الثاني الذي قاد جيشًا جرَّارًا والتقى بِالعساكر الصليبيَّة عند مدينة وارنة (ڤارنا) البُلغاريَّة وانتصر عليها انتصارًا كبيرًا، ثُمَّ عاد إلى عُزلته وانقطع لِلعبادة، فتنازل عن المُلك لِولده مُحمَّد الثاني للمرة الثانية.

بعد فترة وجيزة نزل البرد القارس، وكان القتال التالي في 12 ديسمبر 1443م عند مدينة «زلاتيتسا» (Zlatitsa) قرب جبال البلقان جنوب بلغاريا، على بعد 75كم شرق مدينة صوفيا، وكان القتال في الثلج. 

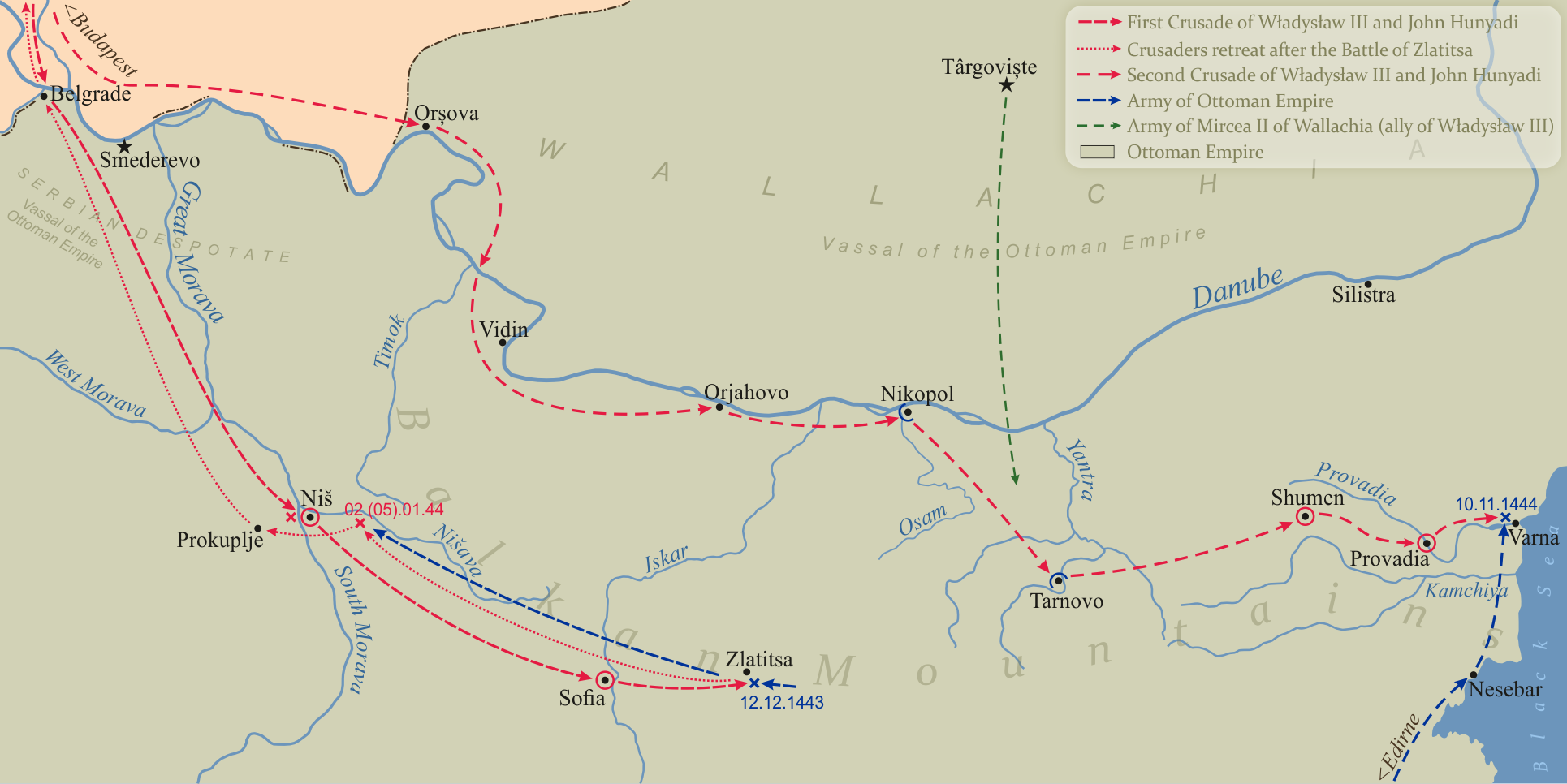
خريطة الحروب الصليبية لڤلاديسلاڤ الثالث ويوحنا هونياد.

في جميع معارك حملة ڤارنا الصليبية التي سبقت معركة زلاتيتسا، لم يلتق الصليبيون مع جيش عثماني كبير ولكنهم فقط هاجموا حاميات البلدات الصغيرة على طول طريقهم نحو أدرنة عاصمة العثمانيين يومئذ. أما هذه المرة في «زلاتيتسا»، فقد التقى الصليبيون بقوات دفاع قوية من الجيش العثماني وذات موقع جيد، فانهزم الصليبيون ورجعوا. وبينما هم في طريقهم راجعين، نصبوا كمينًا واشتبكوا مع قوة عثمانية مُطارِدة وهزموهم في معركة كونوفيتشا، حيث أُسر «محمود بك» صهر السلطان مراد الثاني وشقيق الصدر الأعظم (كبير الوزراء) خليل باشا الجاندرلي. وبعد أربعة أيام من معركة كونوفيتشا، وصل التحالف المسيحي إلى پروكوپلي (Prokuplje) بجنوب صربيا.
اقترح «دوراد برانكوڤيتش» (Đurađ Branković) حاكم صربيا السابق على ڤلاديسلاڤ ملك پولندا والقائد العسكري المجري هونياد أن يبقوا في البلدات الصربية المحصنة خلال فصل الشتاء ثم مواصلة حملتهم ضد العثمانيين في ربيع 1444م، ولكنهم رفضوا اقتراحه وانسحبوا.  وصلت قوات الملك ڤلاديسلاڤ وهونياد إلى بلغراد بحلول نهاية يناير 1444م،  وفي فبراير وصلوا إلى مدينة بودا حيث تم استقبالهم كأبطال. 
كانت معركة زلاتيتسا هزيمة للصليبيين، ولكن كمين معركة كونوفيتشا الذين نجح فيه الصليبيون أعطى انطباعاً بنصر مسيحي شامل وأنهم عادوا منتصرين. كان كل من الملك والكنيسة حريصين على الحفاظ على هذا الانطباع، وأعطيا تعليمات لنشر أخبار الانتصارات، وأنكرا على أي شخص يذكر الهزيمة.
وفي هذه الأثناء، عاد السلطان مراد الثاني غاضباً ومكتئباً بسبب عدم موثوقية قواته، وسجن «طرخان بك» بعد إلقاء اللوم عليه بسبب نكسات الجيش وأسر «محمود بك».

### مقترحات السلام
يُعتقد أن السلطان مراد الثاني كان لديه أمنية كبيرة للسلام، ومن بين دوافع أخرى، توسلت إليه أخته للعمل على إطلاق سراح زوجها «محمود بك»، وزادت زوجته مارا برانكوڤيتش التي كانت أميرة صربية وابنة الحاكم الصربي جورج برانكوڤيتش وإحدى زوجات السلطان مراد الثاني، المزيد من الضغوط. في 6 مارس 1444م، أرسلت مارا برانكوڤيتش مبعوثًا إلى برانكوڤيتش قائد الصرب؛ وبدأت مناقشاتهم لمفاوضات السلام مع الدولة العثمانية.
في 24 أبريل 1444م، أرسل الملك ڤلاديسلاڤ رسالة إلى السلطان مراد الثاني تُفيد بأن سفيره «ستويكا جيسداني» (Stojka Gisdanić) مسافر إلى أدرنة عاصمة العثمانيين بصلاحيات كاملة للتفاوض نيابة عنه، وطلب منه أنه بمجرد التوصل إلى اتفاق، أن يُرسل السلطان مراد الثاني سفراءه مع المعاهدة وحلفانه اليمين إلى المجر، وعندها يُقسم الملك ڤلاديسلاڤ أيضاً على المعاهدة.

### إضمار الخيانة
وفي نفس اليوم الذي أرسل فيه سفيره للسلطان مراد الثاني للاتفاق على الصلح، عقد الملك ڤلاديسلاڤ المجلس التشريعى بمدينة «بودا»، وأقسم أمام الكاردينال «يوليان سيزاريني» (بالإيطالية: Giuliano Cesarini, seniore) بأن يقود حملة صليبية جديدة ضد العثمانيين في الصيف. وافق أيضاً على تلك الهدنة من كان أكبر مؤيد لادعاء «لاديسلاوس اليتيم» العرش، وبالتالي زال خطر نشوب حرب أهلية مجرية أخرى.

### معاهدة سلامسيجيد1444م
أُجريت مفاوضات لإبرام معاهدة سلام بين يونيو وأغسطس 1444م، أولاً في أدرنة، ثم في سيجيد (Szeged). ومع ذلك لم يكن الصليبيون مهتمون تمامًا بالسلام، خاصة مع قيام الكاردينال «يوليان سيزاريني» بالدفع من أجل استمرار الحملة الصليبية. وفي نهاية المطاف وجد الكاردينال حلاً من شأنه أن يتيح استمرار القتال والتصديق على المعاهدة، وفي 15 أغسطس 1444م، تم القسم على «معاهدة سلام سيجيد» ودخلت حيز التنفيذ.
اعتبر الطرفان: العثماني والمجري أن هذه الاتفاقية بمثابة فرصة لالتقاط الأنفاس، وخصوصًا بعد سلسلة طويلة من الصراعات والحروب، ثم نقضها الملك ڤلاديسلاڤ والكاردينال يوليان سيزاريني.
وبعد إتمام الصلح، توفي «علاء الدين» أكبر أبناء السلطان مراد الثاني، فحزن عليه السلطان وتنازل عن المُلك لابنه محمد الثاني وعمره 14 عاماً، وأقام بعيداً.

### المرحلة الأخيرة

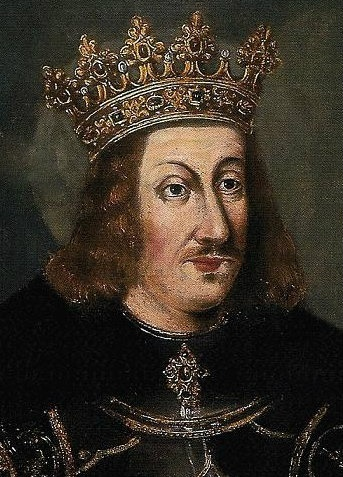
ڤلاديسلاڤ الثالث ملك پولندا، صعد إلى عرش المجر، ونقض عهد السلام مع العثمانيين وحنث بالقَسَم، وقُتل في «معركة ڤارنا».

بعد فترة وجيزة من الوفاء بجميع المتطلبات «قصيرة الأجل» للمعاهدة، استأنف المجريون وحلفاؤهم الحملة الصليبية بعد محاولات المندوب البابوي الكاردينال «يوليان سيزاريني» إقناع الملك ڤلاديسلاڤ الثالث ملك پولندا والمجر بأن نقض العهد مع المسلمين لا يُعدّ حنثاً بالعهود. كان السلطان مراد الثاني قد تنازل عن المُلك لابنه محمد الثاني بعد إتمام المعاهدة وانقطع السلطان لِلعبادة بعيداً عن العاصمة. ولكن إزاء انكشاف غدر الصليبيين ونقضهم «لمعاهدة سلام سيجيد» بعد وصول الخبر إلى السلطان محمد الثاني بواسطة الصدر الأعظم خليل باشا الجاندرلي بقدوم غزو الصليبيين وعبورهم الحدود، تمت إعادة السلطان مراد الثاني إلى الحُكم بعد أن تقاعد بُعيد اكتمال المعاهدة، فعاد السلطان لقيادة الجيش العثماني.
في 28 رجب 848هـ / 10 نوفمبر 1444م اشتبك الجيشان في معركة ڤارنا بالقرب من البحر الأسود عند حصن ڤارنا، في بلغاريا. حقق العثمانيون نصرًا حاسمًا على الرغم من الخسائر الفادحة، بينما فقد الصليبيون ملكهم ڤلاديسلاڤ الذي قُتل في المعركة وأكثر من 15000 قتيل.
وَفِي الْيَوْم التَّالِي هاجم العثمانيون معسكر المجر واحتلوه.

## ما بعد الكارثة
أصيب العديد من الصليبيين بالشلل بسبب قضمة الصقيع، ومات الكثير منهم في معارك «مُتابَعة» صغيرة، وتم أسر العديد من الأوروپيين. سقطت المجر مرة أخرى في أتون الحرب الأهلية حتى تم انتخاب يوحنا هونياد في يونيو 1446م وصياً للعرش خلفاً «للاديسلاوس اليتيم». أما برانكوڤيتش فقد احتفظ بالسيطرة على صربيا.
أدى الانتصار العثماني في ڤارنا عام 1444م، ثم النصر اللاحق في معركة كوسوڤو الثانية عام 1448م، إلى ردع الدول الأوروپية عن إرسال مساعدة عسكرية كبيرة للبيزنطيين خلال الفتح العثماني للقسطنطينية عام 1453م.
بعد فتح القسطنطينية، وعلى الرغم من إعلان پيوس الثاني رسميًا عن حملة صليبية دامت ثلاث سنوات في «مجلس مانتوا» لاستعادة القسطنطينية من العثمانيين، إلا أن القادة الذين وعدوا بـ 80,000 جندي تخلوا عن التزامهم.
ظلّت الدولة العثمانية آمنة لعدة عقود من أية محاولات جادة أخرى لطردها من أوروپا.
لم تعد هناك تهديدات من جهة الغرب، فتقدم العثمانيون لفتح القسطنطينية، والذي اكتمل الفتح فيه بعد معركة ڤارنا بتسع سنوات، في عام 1453م.
تم استعادة بسط سيطرة العثمانيين على كامل الأراضي الصربية في عام 1459م.